# Hannoverscher Sportverein von 1896 1975-1976
Questa voce raccoglie le informazioni riguardanti l'Hannoverscher Sportverein von 1896 nelle competizioni ufficiali della stagione 1975-1976.

## Stagione
Nella stagione 1975-1976 l'Hannover, allenato da Fiffi Kronsbein e Hannes Baldauf, concluse il campionato di Bundesliga al 16º posto. In Coppa di Germania l'Hannover fu eliminato al secondo turno dall'Homburg.

## Rosa
| N. |                     | Ruolo | Calciatore              |
| -- | ------------------- | ----- | ----------------------- |
|    | Germania (bandiera) | P     | Reinhard Dittel         |
|    | Germania (bandiera) | P     | Franz-Josef Pauly       |
|    | Germania (bandiera) | D     | Peter Anders            |
|    | Germania (bandiera) | D     | Peter Bengsch           |
|    | Germania (bandiera) | D     | Hans-Herbert Blumenthal |
|    | Germania (bandiera) | D     | Georg Damjanoff         |
|    | Germania (bandiera) | D     | Karlheinz Höfer         |
|    | Germania (bandiera) | D     | Horst Kinkeldey         |
|    | Germania (bandiera) | D     | Rainer Stiller          |
|    | Germania (bandiera) | D     | Bernd Vesely            |
|    | Germania (bandiera) | C     | Paul Holz               |
|    | Germania (bandiera) | C     | Rolf Kaemmer            |
|    | Germania (bandiera) | C     | Hans-Georg Kulik        |

| N. |                      | Ruolo | Calciatore       |
| -- | -------------------- | ----- | ---------------- |
|    | Germania (bandiera)  | C     | Wolfgang Lex     |
|    | Germania (bandiera)  | C     | Wolfgang Lüttges |
|    | Germania (bandiera)  | C     | Herbert Meyer    |
|    | Germania (bandiera)  | C     | Herbert Poesger  |
|    | Germania (bandiera)  | C     | Jürgen Weber     |
|    | Germania (bandiera)  | C     | Günter Wesche    |
|    | Germania (bandiera)  | A     | Holger Busse     |
|    | Danimarca (bandiera) | A     | Peter Dahl       |
|    | Germania (bandiera)  | A     | Peter Hayduk     |
|    | Germania (bandiera)  | A     | Bernd Krumbein   |
|    | Germania (bandiera)  | A     | Jürgen Milewski  |
|    | Germania (bandiera)  | A     | Roland Stegmayer |
|    | Germania (bandiera)  | A     | Klaus Wunder     |

## Organigramma societario
Area tecnica
- Allenatore: Hannes Baldauf
- Allenatore in seconda:
- Preparatore dei portieri:
- Preparatori atletici:

## Calciomercato

### Sessione estiva
| Acquisti | Acquisti         | Acquisti               | Acquisti |
| R.       | Nome             | da                     | Modalità |
| -------- | ---------------- | ---------------------- | -------- |
| A        | Peter Hayduk     | Eintracht Braunschweig |          |
| C        | Paul Holz        | Bochum                 |          |
| D        | Horst Kinkeldey  | Havelse                |          |
| C        | Wolfgang Lüttges | Uerdingen 05           |          |
| C        | Jürgen Weber     | Eintracht Braunschweig |          |
| C        | Günter Wesche    | Arminia Hannover       |          |

| Cessioni | Cessioni       | Cessioni          | Cessioni |
| R.       | Nome           | a                 | Modalità |
| -------- | -------------- | ----------------- | -------- |
| A        | Bernd Wehmeyer | Arminia Bielefeld |          |
| C        | Gerd Kasperski | Borussia Dortmund |          |
| C        | Roland Peitsch | Arminia Bielefeld |          |
| D        | Gustav Thaler  | Sturm Graz        |          |

### Sessione invernale
| Acquisti | Acquisti     | Acquisti      | Acquisti |
| R.       | Nome         | da            | Modalità |
| -------- | ------------ | ------------- | -------- |
| A        | Klaus Wunder | Bayern Monaco |          |

| Cessioni | Cessioni | Cessioni | Cessioni |
| R.       | Nome     | a        | Modalità |
| -------- | -------- | -------- | -------- |

## Risultati

### Bundesliga

#### Girone di andata
| Arbitro: | Aldinger |

|                                 |           |                                     |
| Lüttges 20’ Hayduk 43’ Dahl 72’ | Marcatori | 7’ Jensen 34’ Stielike 66’ Heynckes |

| Arbitro: | Antz |

|                            |           |               |
| Hiestermann 33’ Müller 47’ | Marcatori | 16’ Damjanoff |

| Arbitro: | Kindervater |

|                            |           |                          |
| Meier 54’ Diehl 81’ (rig.) | Marcatori | 37’ Anders 90’ Stegmayer |

| Arbitro: | Schmoock |

|           |           |  |
| Hayduk 2’ | Marcatori |  |

| Arbitro: | Zuchantke |

|                                                    |           |                             |
| Seliger 14’ Worm 38’ Bücker 43’ Stiller 83’ (aut.) | Marcatori | 6’ Hayduk 21’ Holz 29’ Dahl |

| Hannover 6 settembre 1975, ore 15:30 CET 6ª giornata | Hannover 96 | 0 – 0 referto | Rot-Weiss Essen | Niedersachsenstadion (30 000 spett.)\| Arbitro: \| Klauser \| |
| Arbitro:                                             | Klauser     |               |                 |                                                               |

| Arbitro: | Walz |

|                     |           |  |
| Köper 39’ Balte 57’ | Marcatori |  |

| Arbitro: | Weyland |

|                             |           |                       |
| Lüttges 16’ Hayduk 61’, 69’ | Marcatori | 56’ Weidle 86’ Nickel |

| Arbitro: | Wichmann |

|                               |           |            |
| Roth 18’, 75’ Torstensson 61’ | Marcatori | 82’ Hayduk |

| Arbitro: | Hilker |

|                          |           |                                                 |
| Anders 42’ Stegmayer 58’ | Marcatori | 9’, 18’ (rig.), 68’, 90’ Beer 14’, 80’ Kostedde |

| Arbitro: | Kindervater |

|                                 |           |                      |
| Erler 3’ Frank 11’ Hollmann 67’ | Marcatori | 35’ Weber 51’ Hayduk |

| Arbitro: | Hennig |

|                       |           |  |
| Holz 6’ Stegmayer 39’ | Marcatori |  |

| Brema 8 novembre 1975, ore 15:30 CET 13ª giornata | Werder Brema | 0 – 0 referto | Hannover 96 | Weserstadion (21 000 spett.)\| Arbitro: \| Ahlenfelder \| |
| Arbitro:                                          | Ahlenfelder  |               |             |                                                           |

| Arbitro: | Haselberger |

|                            |           |           |
| Hayduk 26’, 79’ Anders 73’ | Marcatori | 43’ Wloka |

| Arbitro: | Schmoock |

|                                   |           |  |
| Seel 25’ Geye 54’ Brei 62’ (rig.) | Marcatori |  |

| Arbitro: | Walz |

|            |           |             |
| Hayduk 28’ | Marcatori | 54’ Kremers |

| Arbitro: | Hilker |

|                   |           |  |
| Hickersberger 82’ | Marcatori |  |

#### Girone di ritorno
| Arbitro: | Haselberger |

|                              |           |  |
| Wimmer 29’ Wesche 75’ (aut.) | Marcatori |  |

| Arbitro: | Dreher |

|                               |           |                                       |
| Anders 19’ Damjanoff 70’, 87’ | Marcatori | 62’ (rig.) Konopka 73’ Weber 79’ Löhr |

| Arbitro: | Wichmann |

|                            |           |  |
| Wunder 36’ Holz 86’ (rig.) | Marcatori |  |

| Arbitro: | Weyland |

|                            |           |  |
| Nogly 49’ Volkert 58’, 82’ | Marcatori |  |

| Arbitro: | Riegg |

|  |           |                      |
|  | Marcatori | 36’ Bücker 56’ Bella |

| Arbitro: | Dreher |

|              |           |  |
| Hrubesch 24’ | Marcatori |  |

| Arbitro: | Schmoock |

|                                                |           |                   |
| Anders 42’ Kaemmer 44’ (rig.), 70’ Lüttges 83’ | Marcatori | 68’ (aut.) Anders |

| Arbitro: | Ahlenfelder |

|                                                     |           |               |
| Hölzenbein 30’ Körbel 35’ Kraus 45’, 48’ Nickel 73’ | Marcatori | 89’ Stegmayer |

| Arbitro: | Kindervater |

|                  |           |                               |
| Lüttges 45’, 47’ | Marcatori | 16’ Kapellmann 79’ Dürnberger |

| Arbitro: | Scheffner |

|            |           |  |
| Weiner 10’ | Marcatori |  |

| Arbitro: | Eschweiler |

|                                 |           |  |
| Stiller 50’ (rig.) Milewski 62’ | Marcatori |  |

| Arbitro: | Fork |

|                                       |           |                           |
| Bredenfeld 13’ Kübler 44’ Trenkel 73’ | Marcatori | 54’ Damjanoff 79’ Lüttges |

| Hannover 8 maggio 1976, ore 15:30 CET 30ª giornata | Hannover 96 | 0 – 0 referto | Werder Brema | Niedersachsenstadion (22 000 spett.)\| Arbitro: \| Schröder \| |
| Arbitro:                                           | Schröder    |               |              |                                                                |

| Arbitro: | Aldinger |

|           |           |             |
| Wloka 62’ | Marcatori | 52’ Kaemmer |

| Arbitro: | Meuser |

|            |           |                     |
| Hayduk 76’ | Marcatori | 57’, 62’ Zimmermann |

| Arbitro: | Dreher |

|              |           |                        |
| Sobieray 46’ | Marcatori | 24’ Damjanoff 29’ Holz |

| Arbitro: | Weyland |

|                                              |           |  |
| Weber 34’ Lüttges 57’ Holz 73’ Stegmayer 87’ | Marcatori |  |

### Coppa di Germania
| Arbitro: | Engel |

|                        |           |                                                                  |
| Plivelitsch 39’ (rig.) | Marcatori | 21’, 33’ (rig.), 64’, 78’ Dahl 25’ Hayduk 43’ Stegmayer 61’ Holz |

| Arbitro: | Waltert |

|            |           |                            |
| Anders 75’ | Marcatori | 42’ Leunissen 74’ Detterer |

## Statistiche

### Statistiche di squadra
| Competizione      | Punti | In casa | In casa | In casa | In casa | In casa | In casa | In trasferta | In trasferta | In trasferta | In trasferta | In trasferta | In trasferta | Totale | Totale | Totale | Totale | Totale | Totale | DR  |
| Competizione      | Punti | G       | V       | N       | P       | Gf      | Gs      | G            | V            | N            | P            | Gf           | Gs           | G      | V      | N      | P      | Gf     | Gs     | DR  |
| ----------------- | ----- | ------- | ------- | ------- | ------- | ------- | ------- | ------------ | ------------ | ------------ | ------------ | ------------ | ------------ | ------ | ------ | ------ | ------ | ------ | ------ | --- |
| Bundesliga        | 27    | 17      | 8       | 6       | 3       | 33      | 23      | 17           | 1            | 3            | 13           | 15           | 37           | 34     | 9      | 9      | 16     | 48     | 60     | -12 |
| Coppa di Germania | -     | 1       | 0       | 0       | 1       | 1       | 2       | 1            | 1            | 0            | 0            | 7            | 1            | 2      | 1      | 0      | 1      | 8      | 3      | +5  |
| Totale            | 27    | 18      | 8       | 6       | 4       | 34      | 25      | 18           | 2            | 3            | 13           | 22           | 38           | 36     | 10     | 9      | 17     | 56     | 63     | -7  |

### Andamento in campionato
| Giornata  | 1 | 2  | 3  | 4 | 5  | 6  | 7  | 8  | 9  | 10 | 11 | 12 | 13 | 14 | 15 | 16 | 17 | 18 | 19 | 20 | 21 | 22 | 23 | 24 | 25 | 26 | 27 | 28 | 29 | 30 | 31 | 32 | 33 | 34 |
| --------- | - | -- | -- | - | -- | -- | -- | -- | -- | -- | -- | -- | -- | -- | -- | -- | -- | -- | -- | -- | -- | -- | -- | -- | -- | -- | -- | -- | -- | -- | -- | -- | -- | -- |
| Luogo     | C | T  | T  | C | T  | C  | T  | C  | T  | C  | T  | C  | T  | C  | T  | C  | T  | T  | C  | C  | T  | C  | T  | C  | T  | C  | T  | C  | T  | C  | T  | C  | T  | C  |
| Risultato | N | P  | N  | V | P  | N  | P  | V  | P  | P  | P  | V  | N  | V  | P  | N  | P  | P  | N  | V  | P  | P  | P  | V  | P  | N  | P  | V  | P  | N  | N  | P  | V  | V  |
| Posizione | 6 | 14 | 14 | 8 | 13 | 13 | 14 | 13 | 15 | 16 | 18 | 16 | 16 | 13 | 16 | 15 | 17 | 17 | 17 | 16 | 16 | 17 | 17 | 16 | 16 | 17 | 17 | 16 | 17 | 17 | 17 | 17 | 17 | 16 |

Legenda:

Luogo: C = Casa; T = Trasferta. Risultato: V = Vittoria; N = Pareggio; P = Sconfitta.

### Statistiche dei giocatori
| Giocatore     | Bundesliga | Bundesliga | Bundesliga  | Bundesliga | Coppa di Germania | Coppa di Germania | Coppa di Germania | Coppa di Germania | Totale   | Totale | Totale      | Totale     |
| Giocatore     | Presenze   | Reti       | Ammonizioni | Espulsioni | Presenze          | Reti              | Ammonizioni       | Espulsioni        | Presenze | Reti   | Ammonizioni | Espulsioni |
| ------------- | ---------- | ---------- | ----------- | ---------- | ----------------- | ----------------- | ----------------- | ----------------- | -------- | ------ | ----------- | ---------- |
| P. Anders     | 31         | 5          | 2           | 0          | 2                 | 1                 | 0                 | 0                 | 33       | 6      | 2           | 0          |
| P. Bengsch    | 1          | 0          | 0           | 0          | 0                 | 0                 | 0                 | 0                 | 1        | 0      | 0           | 0          |
| H. Blumenthal | 20         | 0          | 1           | 0          | 1                 | 0                 | 0                 | 0                 | 21       | 0      | 1           | 0          |
| H. Busse      | 0          | 0          | 0           | 0          | 0                 | 0                 | 0                 | 0                 | 0        | 0      | 0           | 0          |
| P. Dahl       | 14         | 2          | 1           | 0          | 2                 | 4                 | 0                 | 0                 | 16       | 6      | 1           | 0          |
| G. Damjanoff  | 33         | 5          | 4           | 0          | 2                 | 0                 | 0                 | 0                 | 35       | 5      | 4           | 0          |
| R. Dittel     | 19         | 0          | 0           | 0          | 0                 | 0                 | 0                 | 0                 | 19       | 0      | 0           | 0          |
| P. Hayduk     | 32         | 11         | 1           | 0          | 2                 | 1                 | 0                 | 0                 | 34       | 12     | 1           | 0          |
| P. Holz       | 24         | 5          | 2           | 0          | 2                 | 1                 | 0                 | 0                 | 26       | 6      | 2           | 0          |
| K. Höfer      | 7          | 0          | 1           | 0          | 1                 | 0                 | 0                 | 0                 | 8        | 0      | 1           | 0          |
| R. Kaemmer    | 22         | 3          | 0           | 0          | 1                 | 0                 | 0                 | 0                 | 23       | 3      | 0           | 0          |
| H. Kinkeldey  | 0          | 0          | 0           | 0          | 0                 | 0                 | 0                 | 0                 | 0        | 0      | 0           | 0          |
| B. Krumbein   | 1          | 0          | 0           | 0          | 0                 | 0                 | 0                 | 0                 | 1        | 0      | 0           | 0          |
| H. Kulik      | 8          | 0          | 0           | 0          | 0                 | 0                 | 0                 | 0                 | 8        | 0      | 0           | 0          |
| W. Lex        | 0          | 0          | 0           | 0          | 0                 | 0                 | 0                 | 0                 | 0        | 0      | 0           | 0          |
| W. Lüttges    | 26         | 7          | 0           | 0          | 2                 | 0                 | 0                 | 0                 | 28       | 7      | 0           | 0          |
| H. Meyer      | 24         | 0          | 2           | 1          | 1                 | 0                 | 0                 | 0                 | 25       | 0      | 2           | 1          |
| J. Milewski   | 5          | 1          | 0           | 0          | 0                 | 0                 | 0                 | 0                 | 5        | 1      | 0           | 0          |
| F. Pauly      | 16         | 0          | 0           | 0          | 2                 | 0                 | 0                 | 0                 | 18       | 0      | 0           | 0          |
| H. Poesger    | 0          | 0          | 0           | 0          | 0                 | 0                 | 0                 | 0                 | 0        | 0      | 0           | 0          |
| R. Stegmayer  | 29         | 5          | 2           | 0          | 2                 | 1                 | 1                 | 0                 | 31       | 6      | 3           | 0          |
| R. Stiller    | 32         | 1          | 3           | 0          | 2                 | 0                 | 0                 | 0                 | 34       | 1      | 3           | 0          |
| B. Vesely     | 0          | 0          | 0           | 0          | 0                 | 0                 | 0                 | 0                 | 0        | 0      | 0           | 0          |
| J. Weber      | 29         | 2          | 6           | 0          | 2                 | 0                 | 0                 | 0                 | 31       | 2      | 6           | 0          |
| B. Wehmeyer   | 1          | 0          | 0           | 0          | 0                 | 0                 | 0                 | 0                 | 1        | 0      | 0           | 0          |
| G. Wesche     | 23         | 0          | 0           | 0          | 2                 | 0                 | 0                 | 0                 | 25       | 0      | 0           | 0          |
| K. Wunder     | 16         | 1          | 1           | 0          | 0                 | 0                 | 0                 | 0                 | 16       | 1      | 1           | 0          |